# 多度志町
多度志町（たどしちょう）は、かつて北海道雨竜郡にあった町。

## 地理
石狩平野の最北部に位置し、南北に流れる雨竜川の下流を除く三方を山に囲まれている。支流である多度志川、屈狩川などが域内で雨竜川に合流している。河川の周辺には水田が広がり、丘陵部は牧畜、耕作地として一部が利用されているほかは山林が広がる。

## 町名の由来
アイヌ語の「タッウシナイ（tat-us-nay）」（カバの木・群生する・川）に由来するとされる。

## 沿革
- 1890年（明治23年） - 侯爵蜂須賀茂韶、政府から土地払下げを受け、雨竜及び多度志に蜂須賀農場を拓く。
- 1896年（明治29年） - 兵庫県の実業家石橋末吉、448haの土地を政府から借り受け、石橋農場を拓く。この頃より宇摩団体、児玉農場（幌成）、宇野農場（鷹泊）などの入植開拓が本格化。
- 1915年（大正4年）4月1日 - 雨竜郡一已村から分立し、北海道二級町村制施行により多度志村（たどしむら）が発足。
- 1918年（大正7年）4月1日 - 雨竜郡上北竜村（現・沼田町）の一部を編入。
- 1943年（昭和18年）4月1日 - 雨竜郡沼田村の一部を編入。
- 1962年（昭和37年）5月1日 - 町制施行し多度志町となる。
- 1970年（昭和45年）4月1日 - 深川市に編入され消滅。

## 経済

### 産業
- 明治時代後期、周辺の町村では米作が定着したが、多度志では水利の整備が進まず米作の普及が遅れた。代わりにユリ根栽培（野生種の品種改良によるユリ根栽培は多度志が発祥とされている。）、除虫菊が盛んだったが、第二次世界大戦後は衰退した。また、森林も大きく林業も栄えた。
- 雨竜川の河床には鉱物が産出したことから、開拓期には砂金採掘も見られた。第二次世界大戦下には鷹泊で帝国砂白金雨竜鉱業所によるイリドスミン、金などの採掘が行われている。

### 農協
- 多度志町農業協同組合

### 金融機関
- 北空知信用金庫 多度志支店

## 郵便
- 多度志郵便局
- 幌成郵便局
- 鷹泊郵便局

### 教育
- 高等学校
  - 多度志商業高等学校
- 小・中学校
  - 多度志小学校
  - 幌成小学校
  - 鷹泊小学校
  - 湯内小中学校
  - 宇摩小学校
  - 多度志中学校

## 交通

### 鉄道
- 深名線 : 上多度志駅 - 多度志駅 - 宇摩駅 - 幌成駅 - 下幌成駅 - 鷹泊駅（1995年廃止）。

### 道路
一般国道
| - 国道275号 |

都道府県道
| - 北海道道98号旭川多度志線 - 北海道道281号深川多度志線 - 北海道道284号深川停車場線 - 北海道道429号多度志停車場線 | - 北海道道693号鷹泊鷹泊停車場線 - 北海道道875号多度志一已線 - 北海道道916号湯内内園線 - 北海道道920号幌内湯内線 |

## その他

### 文化財
- 多度志獅子舞 - 深川市指定無形文化財、多度志獅子舞保存会、多度志神社